# Aprasia pulchella
Aprasia pulchella — вид геконоподібних ящірок родини лусконогових (Pygopodidae). Ендемік Австралії. 

## Поширення і екологія
Aprasia pulchella поширені на південному заході Західної Австралії. Вони живуть в лісах та на прибережних рівнинах, де трапляються під гранітними валунами.